# Mörtträsket (Edefors socken, Norrbotten, 735347-172275)
Mörtträsket är en sjö i Bodens kommun i Norrbotten och ingår i Luleälvens huvudavrinningsområde. Sjön har en area på 0,24 kvadratkilometer och ligger 157,1 meter över havet. Sjön avvattnas av vattendraget Mörtträskbäcken.

## Delavrinningsområde
Mörtträsket ingår i det delavrinningsområde (735351-172260) som SMHI kallar för Mynnar i Bodträskån. Medelhöjden är 160 meter över havet och ytan är 6,47 kvadratkilometer. Det finns inga avrinningsområden uppströms utan avrinningsområdet är högsta punkten. Mörtträskbäcken som avvattnar avrinningsområdet har biflödesordning 3, vilket innebär att vattnet flödar genom totalt 3 vattendrag innan det når havet efter 107 kilometer. Avrinningsområdet består mestadels av skog (71 procent) och sankmarker (17 procent). Avrinningsområdet har 0,24 kvadratkilometer vattenytor vilket ger det en sjöprocent på 3,7 procent.